# WizTheMc
Sanele Sydow (* 1999 in Kapstadt, Südafrika) ist ein deutsch-südafrikanischer Rapper, Musikproduzent und Songwriter, der derzeit in Toronto, Kanada wohnt. Er ist unter seinem Pseudonym WizTheMc bekannt.

## Leben
Sanele Sydow wurde in Kapstadt geboren. Als er zwei Jahre alt war, zog seine Familie nach Lüneburg in Niedersachsen. 2015 gründete er in Deutschland das Kollektiv No Homes, das etwa zwei Jahre aktiv blieb.
2017 zog Sanele Sydow nach Toronto und begann eine Solokarriere. 2018 erschien sein erstes Album Backin Toronto, dem im gleichen Jahr Blessings in Disguise folgte. Er veröffentlichte außerdem zahlreiche EPs, die alle unter seinem eigenen Label NHMS Records veröffentlicht wurden. Das Lied For a Minute machte ihn bekannt, da es unter anderem bei Grey’s Anatomy, dem Facebook Messenger und dem Netflix-Film Einer wie keiner (2021) eingesetzt wurde.
In Deutschland erreichte sein Titel Show Me Love, den er zusammen mit Bees & Honey aufgenommen hatte, Platz sieben der deutschen Single-Charts.

## Diskografie

### Alben
- 2018: Backin Toronto (NHMS Records)
- 2018: Blessings in Disguise (NHMS Records)
- 2020: Growing Teeth (NHMS Records)

### Kompilationen
- 2021: Headliners: WizTheMc (Universal Music Group)

### EPs
- 2018: Spring
- 2018: Cape Town ’18
- 2019: Birthtape
- 2019: Your Valentine
- 2019: Nothing Bigger Than Little Things
- 2020: What About Now
- 2022: Where Silence Feels Good
- 2024: Never Home

### Singles
- 2018: Promises
- 2018: Dreams
- 2018: Leave
- 2018: Date
- 2018: Other Side
- 2018: No Money on My Card
- 2019: Know
- 2019: Decide
- 2019: Milk in My Coffee
- 2019: Goodtime
- 2019: Mission
- 2019: Upset
- 2019: Call
- 2019: One Way
- 2019: Becoming
- 2019: Autumn
- 2019: Sign
- 2019: Do What I Want
- 2019: R.O.O.T
- 2019: On My Mind
- 2020: Patience (Live)
- 2020: For a Minute
- 2020: Lied
- 2020: WhoWho
- 2021: World Is Fucked
- 2021: Catch Me
- 2021: Everything
- 2021: Break
- 2021: Do It Over
- 2021: Stoned Nights
- 2022: Like That
- 2022: Fck Love (with Benee)
- 2022: When I Get Lonely
- 2024: Summer Is Over
- 2023: Death of Me
- 2024: Over the Moon
- 2024: 30 Days
- 2024: About You
- 2024: Best Boyfriend
- 2024: IYK
- 2024: Save Us
- 2024: Let You In
- 2025: Show Me Love (feat. Bees & Honey)
- 2025: Take My Mind (feat. Bees & Honey)

## Auszeichnungen für Musikverkäufe
| Goldene Schallplatte - Dänemark - 2025: für die Single Show Me Love Platin-Schallplatte - Frankreich - 2025: für die Single Show Me Love - Griechenland - 2025: für die Single Show Me Love |

Anmerkung: Auszeichnungen in Ländern aus den Charttabellen bzw. Chartboxen sind in ebendiesen zu finden.
| Land/RegionAuszeichnungen für Musikverkäufe (Land/Region, Auszeichnungen, Verkäufe, Quellen) | Gold     | Platin     | Verkäufe | Quellen         |
| -------------------------------------------------------------------------------------------- | -------- | ---------- | -------- | --------------- |
| Dänemark (IFPI)                                                                              | Gold1    | —          | 45.000   | ifpi.dk         |
| Frankreich (SNEP)                                                                            | —        | Platin1    | 200.000  | snepmusique.com |
| Griechenland (IFPI)                                                                          | —        | Platin1    | 20.000   | Einzelnachweise |
| Vereinigtes Königreich (BPI)                                                                 | Gold1    | —          | 400.000  | bpi.co.uk       |
| Insgesamt                                                                                    | 2× Gold2 | 2× Platin2 |          |                 |